# 雪松堡 (犹他州)
雪松堡（英語：Cedar Fort）是美国犹他州犹他县下属的一座城鎮。1852年設立，面积大约为21.24平方英里（55平方公里），海拔约为5,085英尺（1,550米）。根据2010年美国人口普查，该鎮有人口368人。